# Ed Knecht
Edward Theodore Knecht (Toledo, Ohio, 1927. október 12. – Corvallis, Oregon, 2018. június 8.) amerikai amerikaifutball-játékos és -edző, atlétikai igazgató. 1946 és 1949 között a Toledo Rockets játékosa volt.
1969 és 1973 között az Idaho Vandals atlétikai igazgatója, 1976–1977-ben pedig a College of Idaho Coyotes vezetőedzője volt.
2007-ben az Idaho Vandals dicsőségcsarnokának tagja lett.

## Fordítás
- Ez a szócikk részben vagy egészben  az   Ed Knecht című angol Wikipédia-szócikk ezen változatának fordításán alapul.  Az eredeti cikk szerkesztőit annak laptörténete sorolja fel. Ez a jelzés csupán a megfogalmazás eredetét és a szerzői jogokat jelzi, nem szolgál a cikkben szereplő információk forrásmegjelöléseként.